# إتش تي سي فلاير
إتش تي سي فلاير،

## الخصائص
- الوزن: 420 جرام (14.82 أونصة) مع البطارية
- الشاشة: حساسة تعمل باللمس مقاس 7 بوصات بدقة 1024 × 600 بكسل
- سرعة وحدة المعالجة المركزية: 1.5 جيجاهرتز
- الذاكرة: سعة المخزن الداخلي 32 جيجابايت
- النظام الأساسي: نظام التشغيل أندرويد مع واجهة المستخدم HTC Sense
- الكاميرا: كاميرا بالألوان بدقة 5 ميجابكسل مزودة بميزة الضبط التلقائي للبؤرة، كاميرا بالجهة الأمامية بدقة 1.3 ميجابكسل.
- المستشعرات: مستشعر الإضاءة المحيطة، مستشعر من الفئة G، بوصلة رقمية